# Isla Kamome
Isla Kamome (鴎(かもめ)岛 Kamome Jima) es una isla en el mar de Japón frente a las costas de la ciudad de Esashi, Hokkaido, Japón. La isla sirve como un dique, para el puerto natural, está protegida por el Parque Natural de la Prefectura Hiyama. Kamome significa gaviota, la isla es utilizada con fines turísticos, para nadar, acampar, y otras actividades recreativas.
Isla Kamome tiene la forma de una terraza siendo mayoritariamente plana. Se eleva a sólo 27,6 metros por encima del nivel del mar. La isla tiene una línea costera de 2,6 kilómetros de longitud, esta cubierta de hierbas y además se encuentran arce y roble de Mongolia.
La isla ha servido como puerto natural para barcos mercantes o para los pescadores que tratan de capturar arenque del Pacífico. 